# Cephalophoxoides homilis
Cephalophoxoides homilis is een vlokreeftensoort uit de familie van de Phoxocephalidae. De wetenschappelijke naam van de soort is voor het eerst geldig gepubliceerd in 1960 door J.L. Barnard.